# Шекшеев, Пётр Эдуардович
Пётр Эдуардович Шекшеев (28 мая 1973, Москва, СССР) — российский продюсер. Основатель и руководитель «Больше Чем Агентство», которое специализируется на PR и менеджменте артистов.

## Биография
Петр Шекшеев родился 28 мая 1973 года в Москве.
В 1996 году окончил Московский институт электроники и математики им. А. Н. Тихонова, обучался на факультете прикладной математики.

### Карьера
В 1994 году начал работать в компании BIZ-TV редактором. За годы работы на телеканале дорос до должности шеф-редактора, готовившего запуск «MTV Россия».
В 1997—1998 годах проходил стажировку на MTV International в Нью-Йорке. Готовил запуск MTV в России. Собрал команду ведущих, режиссёров и продюсеров этого канала, среди которых: Тутта Ларсен, Александр Анатольевич, Яна Чурикова, Ольга Шелест, Ирена Понарошку и многие другие, ставшие впоследствии звёздами телеканала. С 1999 по 2002 год Петр был продюсером программ «12 злобных зрителей», «SHIT-парад», «Тотальное шоу», «Разум и чувства» на «MTV Россия». С 2001 года — шеф-продюсер линейки новых программ «MTV Россия».
В 2002—2003 годах Петр был продюсером канала ТВС, программ «За стеклом» с Ольгой Шелест и «Большой ремонт» с Антоном Комоловым, а также продюсером телеверсии фестиваля «Нашествие».
С 2002 по 2004 год Петр Шекшеев принимал участие в запуске новой сетки вещания «Муз-ТВ»: программ «Поехали!», «В гостях у Масяни», «ПИП-парад», «Деньги не пахнут», «Индекс популярности» и других. Участвовал в создании Ежегодной Премии Муз-ТВ.
В 2004 году в качестве креативного продюсера Шекшеев принимал участие в создании пилотного выпуска программы «Comedy Club».
С 2004 года по настоящее время является продюсером актрисы и певицы Насти Задорожной.
С 2005 по 2010 год — генеральный директор/продюсер кинокомпании «Янг Медиа», продюсер и автор идеи сериала «Клуб» (8 сезонов). Осуществлял творческое и общее руководство коллективом кинокомпании, занимался производством программ для различных телеканалов: «Шоу Бачинского и Стиллавина», «Night Life Awards», «Comedy Club», «12-й игрок».
В 2011—2012 годах — руководитель «Спорт-Экспресс ТВ», подразделения издательского дома «Спорт-Экспресс».
В 2013 году Петр Шекшеев основал «Больше Чем Агентство», которое специализируется на PR и менеджменте артистов. Среди клиентов агентства: Сергей Жуков и группа «Руки Вверх!», Юлия Барановская, Екатерина Климова, Настя Задорожная, Ирина Безрукова, Тутта Ларсен, Антон Лаврентьев, олимпийские чемпионы Татьяна Волосожар и Максим Траньков, детский театр-студия «Непоседы» и многие другие.
В 2015 году совместно с телеведущей Туттой Ларсен создал и запустил канал TUTTA.TV — субъективное телевидение о самом главном для любой женщины — беременности, родах, материнстве и воспитании детей.

## Награды и номинации

### Телевизионные проекты
| Год  | Премия                                          | Категория | Название              | Результат |
| ---- | ----------------------------------------------- | --------- | --------------------- | --------- |
| 2000 | Индустриальная телевизионная премия ТЭФИ — 2000 | Ток-шоу   | «12 злобных зрителей» | Номинация |
| 2001 | Индустриальная телевизионная премия ТЭФИ — 2001 | Ток-шоу   | «12 злобных зрителей» | Номинация |

### Кинопроекты
| Год  | Премия            | Приз          | Работа | Результат |
| ---- | ----------------- | ------------- | ------ | --------- |
| 2007 | Night Life Awards | Лучший сериал | «Клуб» | Победа    |

### Альбомы
| Год  | Премия       | Категория, работа                                                       | Результат |
| ---- | ------------ | ----------------------------------------------------------------------- | --------- |
| 2008 | Золотой диск | Лидер продаж (как продюсеру альбома Насти Задорожной «До 17 и старше…») | Победа    |
| 2008 | Рекордъ      | Дебют года (как продюсеру альбома Насти Задорожной «До 17 и старше…»)   | Победа    |